# Bełszewo
Bełszewo – wieś w Polsce położona w województwie kujawsko-pomorskim, w powiecie radziejowskim, w gminie Osięciny.

## Podział administracyjny
W latach 1975–1998 miejscowość administracyjnie należała do województwa włocławskiego. Wieś sołecka (zobacz BIP).

## Demografia
W roku 1882 posiadała 250 mieszkańców. Według Narodowego Spisu Powszechnego (III 2011 r.) liczyła 258 mieszkańców. Jest szóstą co do wielkości miejscowością gminy Osięciny.

## Historia
Miejscowość znana w XIX wieku jako Bełszewo, wieś w gminie i parafii Osięciny w powiecie nieszawskim. W roku 1882 mieszkańców było 250, gospodarujących na 255 morgach włościańskich. Dwór posiadał 570 mórg.